# Rudolf Hauschka
Rudolf Hauschka (ur. 6 listopada 1891 w Wiedniu, zm. 28 grudnia 1969 w Bad Boll) – austriacki chemik, innowator, przedsiębiorca, pisarz i antropozof. Założyciel firmy farmaceutycznej Wala Heilmittel GmbH.
Studiował w Wiedniu i Monachium chemię oraz medycynę. Doktorat uzyskał w 1914 roku. W okresie I wojny światowej brał w niej udział jako oficer medyczny. Po wojnie odbył kilka wypraw naukowych, m.in. do Australii, Indii i Egiptu.
W roku 1935 założył pierwsze laboratorium Wala w pobliżu Ludwigsburga. Jego studia doprowadziły do wyprodukowania wyciągów z roślin leczniczych na bazie wody, które wykazywały długotrwałą stabilność bez dodatku alkoholu.
Razem z kosmetolożką Elisabeth Sigmund stworzył w 1967 roku firmę produkującą kosmetyki – Dr. Hauschka Skin Care.